# Италијански рат (1536—1538)
Италијански рат (1536-1538) је шести Италијански рат вођен између Светог римског царства и Шпанске империје са једне и Краљевине Француске и Османског царства са друге стране.

## Увод
Италијански ратови су вођени крајем 15. и у првој половини 16. века за доминацију у Италији. Крајем 15. века, када у Западној Европи настају централистичке државе са националним основама, Италија је била распарчана на низ малих, војнички слабих и међусобно завађених држава. Француска, Шпанија и Немачка предузимају низ похода ради освајања тих држава, што је уједино била и њихова међусобна борба за доминацију и превласт у овом делу Европе.

## Рат
Искористивши смрт Франческа Сфорце, војводе од Милана, Франсоа је брзо овладао Савојом и Пијемонтом. Прикупивши у северној Италији знатну војску, Карло V је упутио део војске да опседне Торино, главнину под Антонијом Лејвом послао је у Провансу, док је Хајнрих Насауски упао из Низоземске у Пикардију. У Прованси се француски конетабл Ан Монморанси повукао на Рону и утврдио код Авињона. Инвазиона војска опсела је Марсеј, али се после два месеца повукла кад је срдобоља почела да коси њене редове. У пролеће 1537. године Монморанси је деблокирао Торино. Наредне године, 18. јуна, склопљено је примирје у Ници на 10 година. Обе стране су задржале све што су заузеле. Француска је задржала Савоју и две трећине Пијемонта.